# Все для кохання
Все для кохання (англ. All for Love) — американська короткометражна кінокомедія режисера Ромейна Філдінга 1914 року.

## У ролях
- Ромейн Філдінг — Ширтлесс Холмс
- Ейлін Седжвік — Ейлін Шпінат
- Едвард Седжвік
- Робін Вільямсон
- Менсфілд Ардіс